# Passiflora vestita
Passiflora vestita är en passionsblomsväxtart som beskrevs av Ellsworth Paine Killip. Passiflora vestita ingår i släktet passionsblommor, och familjen passionsblomsväxter. Inga underarter finns listade i Catalogue of Life.